# ジョリー・ロジャー (企業)
株式会社ジョリー・ロジャー（Jolly Roger）は、かつて日本の映画・テレビドラマ・舞台の製作・企画・制作・宣伝のほか、映画配給・音楽製作・レコードレーベル・アニメ制作・国内番組販売・海外番組販売およびタレント・俳優・歌手のマネージメントを行っていた日本の企業。

## 概要
『父と暮せば』『火垂るの墓』などを手掛けた映画プロデューサーの大橋孝史により2007年5月に設立。
その後『ウォーリアー&ウルフ』、『島田洋七の佐賀のがばいばあちゃん』、『コトバのない冬』、『Beauty うつくしいもの』、『40歳問題』、『放送禁止1』『放送禁止2』、『TSY〜タイムスリップヤンキー』、『ラブポリス〜ニート達の挽歌』、『ミステイクン』、『五日市物語』などの映画を配給。
また、『湾岸ミッドナイト』『GOTH』『キャプテン』『ブラブラバンバン』『つむじ風食堂の夜』、『子猫の涙』、『忍道-SHINOBIDO-』などの映画を製作。ビデオドラマ、グラビア、プロモーションビデオの制作は400タイトル以上。合計500タイトル以上を自社で制作してきた。
テレビドラマ『鉄道むすめ』の制作を機に、『2ちゃんねるの呪い 新劇場版』、『骨壷』、『×ゲーム』、『×ゲーム2』、『こっくりさん 劇場版』、『忍道-SHINOBIDO-』、『ひとりかくれんぼ 新劇場版』、『恋人は透明人間（舞台）』とAKB48メンバー出演作品を手がけていた。
他、俳優マネージメント部門、音楽部門も設立する等の業務も展開していた。
近年では『FAIRY TALE』『家庭教師ヒットマンREBORN!』の主題歌を担当する+Plus、各テレビメディアで活躍する大所帯アイドル軍団セクシー☆オールシスターズをプロデュース。『少女飛行』で2011年5月16日付オリコン1位となったぱすぽ☆をインディーズ時代プロデュース。2012年は、鉄道をコンセプトにした中高生アイドルステーション♪、韓国ファン育成アーティストK-produceが始動している。
その他に、2011年12月オープンした秋葉原のアイドル育成ビル「神タワー」（イベントスペース・美容院）をプロデュース＆運営していた。
2012年4月より、山梨県活性化アイドル「ぶどう党」をプロデュース。同年7月より、ニコニコ動画公式チャンネル「ほらーちゃんねる」「ネ申ちゃんねる」を開設する。
2010年4月のトルネード・フィルムの経営破綻、同年12月のエースデュースの経営破綻で債権の焦付が発生し、以降の業績が悪化。これに伴い取引先への支払延滞が発生。代表の大橋孝史の悪名は業界内外でも高く、柳下毅一郎著「皆殺し映画通信 天下御免」（株式会社カンゼン刊）の巻末に掲載されている映画監督、古澤健との対談では「とにかく未払。『未払 大橋』で検索するとたぶん出てくると思う」と痛罵されるほどの未払い金の多さは異常であった。また、作家の山口敏太郎も自身の動画マガジンで大橋およびジョリー・ロジャーの未払い金について厳しく言及している（外部リンク参照）。
2016年7月9日に債権者から破産を申し立てられ、同年9月27日に東京地裁から破産手続開始決定を受けた。山口はジョリー・ロジャーの破産手続開始と同時に、ジョリー・ロジャーの経営破綻について、「ここまで悪評があったのに止められなかった社員も良くなかった」「ギャラを払うのは当然だし、こういう姿勢が映画界をダメにする」「海賊だけに海の藻屑になった」「社長の大橋さんは『火垂るの墓』でいい仕事したいみたいだけど、今度はお前が『不払いの墓』の墓のなかに入れ!」などとコメントした。
従業員と所属タレントはほぼ同時に全員が解雇された。給料形態もあやふやだったようで黄金時代の安田帆花は「そろそろ潰れるかなと感じてました」といい、新事務所を求めている。
ジョリー・ロジャー自体も、2018年2月14日に法人格が消滅した。

## 社長
大橋孝史（1974年生まれ）は、22歳でパル企画に入社しプロデューサーとなり、独立後、2005年にトルネード・フィルム（代表・叶井俊太郎）設立に携わり、2007年にジョリー・ロジャーを設立。現在は映像制作会社、モバコン株式会社と芸能プロダクション Bridgeに参加している。

## かつての所属者
- 緑川静香（⇒オフィス彩 に移籍）
- 片岡愛之助 業務提携
- 冨田麻友（元AKB48研究生・5期）
- 川連廣明
- 林未紀
- 石川伸一郎
- 高山友里（元AKB48）
- 春野恵
- 加藤一華
- 金城成美
- 並河一 - 俳優。
- 北面武士 - 俳優。
- 熊谷健 - モデル。
- 池さりお - 俳優。
- 山形啓将 - 俳優。
- 井上直美 - タレント。
- 森田智紗 - タレント。アイドルユニット・神アイドル候補生「チームブルー」。
- 加藤絢子 - タレント。
- 原田有子 - 俳優。
- 南寧々 - ステーション♪のメンバー
- 飯田菜々 - タレント。アイドルユニット・神アイドル候補生「チームピンク」。
- 寺嶋杏奈 - タレント。アイドルユニット・神アイドル候補生「チームピンク」。
- 永井麗奈 - タレント。アイドルユニット・神アイドル候補生「チームイエロー」。
- 中田琴音 - タレント。アイドルユニット・神アイドル候補生「チームイエロー」。
- 新川一子 - 俳優。

## かつてのユニット
- K-produce - “アナタがつくるK-POPユニット”をコンセプトに10代から20代の韓国出身男子から構成されるアーティストグループ育成プロジェクト。現研究生はドンウ、ジェホ。
- ステーション♪ - 鉄道をコンセプトに結成された中高生によるアイドルユニット。倒産に伴い解散。その後、別メンバーで再結成。
- アイコン® - ゲームをコンセプトに結成されたアイドルユニット
- 黄金時代 - "海賊"をコンセプトにしたアイドルユニット（⇒スカイミュージックへ移籍[6]）。安田帆花（現：永井穂花）、葵あおいらが所属。

## 主な映画作品
- お茶の間トランスフォーメーション、2007年7月公開。
- 本日の猫事情 - 出演：大桑マイミ、平野綾、2007年12月公開。
- スーパーカブ - 出演：斉藤慶太、倉科カナ、2008年1月公開。
- ALLDAYS 二丁目の朝日 - 監督: 村上賢司 出演：三浦涼介、松田祥一、谷桃子、竹下宏太郎、2008年2月公開。
- 口裂け女2 - 監督: 寺内康太郎 出演：飛鳥凛、川村ゆきえ、岩佐真悠子、斎藤洋介、2008年3月公開。
- お姉チャンバラ THE MOVIE - 監督: 福田陽平 出演：乙黒えり、中村知世、脇知弘、橋本愛実、2008年4月公開。
- 少林老女 - 監督: 寺内康太郎 出演：浅見千代子、長澤奈央、仙波和之、上島竜兵、2008年5月公開。
- コラソンdeメロン - 出演：井上和香、西川貴教（T.M.Revolution）、2008年5月公開。
- トワイライトシンドローム
  - デッドクルーズ - 出演：関めぐみ、野久保直樹、2008年8月公開。
  - デッドゴーランド - 出演：荒井萌、星井七瀬、馬場徹、2008年8月公開。
- 放送禁止〜劇場版、2008年9月公開。
- 芸者VS忍者 - 出演：佃井皆美、金井茂、野村将希、2008年9月公開。
- ホームレスが中学生 - 監督: 城定秀夫 出演：うつのみや八郎、蛭子能収、和希沙也、阿藤快、2008年10月公開。
- 斬〜KILL - 総監修：押井守、出演：森田彩華、水野美紀、菊地凛子、2008年12月公開。
- GOTH - 監督: 高橋玄 出演：本郷奏多、高梨臨、松尾敏伸、柳生みゆ、2008年12月公開。
- 40歳問題 - 出演：浜崎貴司（FLYING KIDS）、大沢伸一、桜井秀俊（真心ブラザーズ）、スネオヘアー、小川直也、秦建日子、新田恵利、角田光代、2008年12月公開。
- 泣きたいときのクスリ - 出演：大東俊介、戸田菜穂、袴田吉彦、遠藤憲一、佐津川愛美、北浦愛、2009年1月公開。
- グロテスク - 監督: 白石晃士 出演：長澤つぐみ、川連廣明、大迫茂生、2009年1月公開。
- 悲しいボーイフレンド - 出演：寺脇康文、内山理名、松下優也、2009年2月公開。
- Beauty〜うつくしいもの - 出演：片岡孝太郎、片岡愛之助、麻生久美子、井川比佐志、串田和美、北村和夫、2009年2月公開。
- 戦国伊賀の乱 - 出演：合田雅吏、柏原収史、高野八誠、2009年2月公開。
- デメキング - 出演：なだぎ武、本上まなみ、ガッツ石松、2009年3月公開。
- イケメンバンク THE MOVIE - 出演：柳浩太郎（D-BOYS）、波瑠、小谷嘉一（+Plus）、2009年3月公開。
- 細菌列島 - 監督: 村上賢司 出演：須藤謙太朗、三輪ひとみ、嶋大輔、竹中直人、2009年4月公開。
- 島田洋七の佐賀のがばいばあちゃん - 監督：島田洋七、出演：香山美子、高島礼子、東国原英夫、島田紳助、島田洋七、2009年4月公開。
- 女殺油地獄 - 監督：坂上忍、出演：藤川のぞみ、山田キヌヲ、柳憂怜、火野正平、2009年5月公開。
- ひとりかくれんぼ 劇場版- 監督: 山田雅史 出演：川村ゆきえ、河北麻友子、碓井将大、松田祥一、2009年5月公開。
- カラスコライダー - 出演：Mr.カラスコ、村上淳、渋川清彦、山本浩司、江口のりこ、藤川のぞみ、清水崇、佐藤淳一、タマコンマス、岩隈久志、田中将大、古田敦也、田尾安志、陣内貴美子、2009年6月公開。
- 走り屋ZERO
  1. 出演：永田彬（RUN&GUN）、ヒデ（ペナルティ）、庄司智春（品川庄司）、2009年6月公開。
  2. 出演：上山竜司（RUN&GUN）、川島明（麒麟）、ほっしゃん。、2009年6月公開。
- ハード・リベンジ、ミリー - 出演：水野美紀、辻本一樹、藤田玲、2009年6月公開。
- ニッポンの大家族〜放送禁止劇場版、2009年7月公開。
- 学校裏サイト - 監督: 福田陽平 出演：山田悠介、水沢奈子、白石隼也、片岡信和、2009年7月公開。
- 湾岸ミッドナイト - 監督: 室賀厚 出演：中村優一、小林涼子、加藤和樹、松本莉緒、2009年9月公開。
- 華鬼 三部作
  1. 華鬼×神無編 - 荒木宏文（D-BOYS）、逢沢りな、村井良太、2009年11月公開。
  2. 麗二×もえぎ編 - 細貝圭、川村ゆきえ、村井良太、2009年11月公開。
  3. 響×桃子編 - 村井良太、加護亜依、荒木宏文（D-BOYS）、2009年12月公開。
- 草食系男子。 - 崎本大海、折原みか、2010年2月公開。
- 肉食系女子。 - 加護亜依、日和佑貴、2010年2月公開。
- つむじ風食堂の夜 - 監督：篠原哲雄、出演：八嶋智人、月船さらら、スネオヘアー、生瀬勝久、2009年11月公開。
- コトバのない冬 - 監督：渡部篤郎、出演：高岡早紀、渡部篤郎、渡辺えり、2010年2月公開。
- 喧嘩番長 劇場版〜全国制覇 - 出演者：綾部祐二（ピース）、大河元気、谷澤恵里香（アイドリング!!!）、栗山直人（アームストロング）、やべきょうすけ、千原せいじ（千原兄弟）、2010年3月公開。
- ランデブー! - 監督：尾崎将也（梅ちゃん先生）、出演：宇野実彩子（AAA）、川野直輝、江波戸ミロ、田山涼成、鶴見辰吾、2010年5月公開。
- ひとりかくれんぼ 新劇場版 - 出演：増田有華（AKB48）、滝口ミラ（アイドリング!!!）、相馬圭祐、2010年7月公開。
- ×ゲーム - 原作：山田悠介、出演：荒木宏文（D-BOYS）、菊地あやか（AKB48／渡り廊下走り隊）、仲川遥香（AKB48／渡り廊下走り隊）、2010年9月公開。
  - ×ゲーム2 - 原作：山田悠介、出演：多田愛佳（AKB48／渡り廊下走り隊）、平嶋夏海（元AKB48）、ユキリョウイチ、2012年4月公開。
- マリア様がみてる - 監督：寺内康太郎 出演：波瑠、未来穂香、平田薫、滝沢カレン、秋山奈々、2010年11月公開。
- BADBOYS - 出演：三浦貴大、阿部進之介、細田よしひこ、2011年3月公開。
- 喧嘩番長 劇場版〜1年戦争 - 出演：西島永悟（エリートヤンキー）、横山ルリカ（アイドリング!!!）、白井鉄也（チーモンチョーチュウ）、2011年5月公開。
- コネコノキモチ - 監督：高橋栄樹、出演：遠藤舞（アイドリング!!!）、外岡えりか（アイドリング!!!）、2011年5月公開。
- 2ちゃんねるの呪い 劇場版 - 出演：尾島知佳（アイドリング!!!）、野元愛（アイドリング!!!）、2011年8月公開。
  - 2ちゃんねるの呪い 新劇場版・本危 - 出演：鈴木まりや（AKB48）、2012年6月公開。
- ウォーリア&ウルフ - 出演：オダギリジョー、マギー・Q、2011年10月公開。
- こっくりさん 劇場版 - 出演：鈴木まりや（AKB48）、2011年11月公開。
- パンツの穴 THE MOVIE - 出演：篠崎愛（AeLL.）、田之上賢志、2011年11月公開。
- 五日市物語 - 監督：小林仁 出演：遠藤久美子、山崎佳之、井上純一、田中健_、尾美としのり、布施博、草村礼子、2011年11月公開。
- ミステイクン - 出演：川島邦裕（野性爆弾）、河本準一（次長課長）、金田哲（はんにゃ）、2011年10月公開。
- 惑星戦記ナイデニオン - 出演：ジャック・モイク、アネット・シュミーデル、2011年12月公開。
- 忍道-SHINOBIDO- - 出演：佐津川愛美、ユキリョウイチ、菊地あやか（AKB48）、研ナオコ、2012年2月公開。
- TSY〜タイムスリップヤンキー - 出演：綾部祐二（ピース）、福田沙紀、安達健太郎（カナリア）、2012年2月公開。
- ラブポリス - 出演：吉村崇（平成ノブシコブシ）、大地洋輔（ダイノジ）、多田愛佳（AKB48）、山里亮太（南海キャンディーズ）、2012年2月公開。
- 骨壷 - 出演：松原夏海（AKB48）、横山ルリカ（アイドリング!!!）、宮崎理奈（SUPER☆GiRLS）、篠崎愛（AeLL.）、2012年5月公開。
- あなたの知らない怖い話 劇場版 - 出演：森田涼花（アイドリング!!!）、山川りな（青春女子学園）、三江彩花（ステーション♪） ※森田涼花は2012年5月をもって（アイドリング!!!）を卒業するため『新生森田涼花』のお披露目映画第一作目となる、2012年6月公開。
- 口裂け女 劇場版〜リターンズ - 出演：大堀恵（元SDN48）、（元AKB48）、2012年7月公開。
- 9 3/4 ナインスリークォーター - 出演：RIO、ウィル・アイ・アム、織田哲郎 - 監督：RYNSHU、2012年7月公開。
- ひとりかくれんぼ 劇場版－真・都市伝説－- 出演：野中美郷（AKB48）、鮎川太陽、替地桃子、田中涼子、2012年9月公開。
- ビンゴ- 原作：山田悠介、出演：清水一希、松井咲子（AKB48）、2012年9月公開。
- 日中国交正常化40周年記念作品映画「女優」-出演：秋吉久美子、あやまん監督、杉村太蔵、秋本奈緒美、2012年11月公開。

## 主なテレビ作品
- のぞき屋 - 出演：伊﨑右典（FLAME）、秋山莉奈、テレビ東京ドラマ、2007年4月-6月
- 恋愛診断 - 出演：柳下大（D-BOYS）、芳賀優里亜、河合龍之介、テレビ東京ドラマ、2007年4月-6月
- チョコミミ - 出演：寺本來可、増山加弥乃（AKB48）、碓井将大（D-BOYS）、剛力彩芽、テレビ東京ドラマ、2007年10月-12月
- 帝王 - 出演：塚本高史、山田悠介（D-BOYS）、安達祐実、小谷嘉一（+Plus）、竜雷太、TBSドラマ／2009年7月-9月
- 新撰組PEACE MAKER - 出演：須賀健太、柳下大（D-BOYS）、荒木宏文（D-BOYS）、古川雄大、遠藤章造、TBSドラマ／2010年1月-3月
- ドラマ 鉄道むすめ〜Girls be ambitious!〜 - 出演：時東ぁみ、谷澤恵里香（アイドリング!!!）、宮澤佐江（AKB48）、外岡えりか（アイドリング!!!）、遠藤舞（アイドリング!!!）、河西智美（AKB48）、高梨臨、テレビ神奈川ほかU局ドラマ、2008年10月-12月
- ぱすぽ☆のアテンションプリーズ - 出演：ぱすぽ☆、テレビ神奈川、2010年4月-6月
- 見てはいけないTV - 出演：清水良太郎、小松彩夏、金城成美（ステーション♪）、平田薫、BS日テレ、2011年7月-8月
- ステーション♪の鉄道のススメ。 - 出演：ステーション♪、スカパー鉄道チャンネル、2012年3月-8月

## 主な舞台作品
- BOYS LOVE Stage（池袋シアターグリーン、2008年4月） - 出演：皆川佑馬、松本寛也
- 恋人は透明人間（池袋シアターグリーン、2009年7月） - 出演：米原幸佑（RUN&GUN）、福井未菜、増田有華（AKB48）、田中涼子
- ぱすぽ☆ Stage サクラ色（中野 劇場HOPE、2010年3月） - 出演：ぱすぽ☆
- メンズ校（銀座博品館、2010年8月） - 出演：水谷百輔、磯貝龍虎、小谷嘉一（+Plus）、折井あゆみ（元AKB48）、小原春香（SDN48）

## 主なアニメ作品
- ぱすぽ☆ ジャルジオ アニマール、2010年8月発売

### パンダ工場制作
- エト-eto-、2009年1月公開
- 地獄甲子園 - 原作：漫☆画太郎、2009年2月発売
- 世にも奇妙な漫☆画太郎 - 原作：漫☆画太郎
  - はじまるよ〜ん♥編 - 2009年3月発売
  - はひはふほ〜ん♥編 - 2009年4月発売
- 珍遊記〜太郎とゆかいな仲間たち- 原作：漫☆画太郎
  1. 2009年6月発売
  2. 2009年7月発売
  3. 2009年8月発売

  - 劇場版 2011年5月発売
- 自分の説明書
  - 働く!!O型自分の説明書 - 2009年7月発売
  - 働く!!A型自分の説明書 - 2009年7月発売
  - 働く!!AB型自分の説明書 - 2009年8月発売
  - 働く!!B型自分の説明書 - 2009年8月発売
  - 腐女子の品格、2010年2月発売
  - 課長の恋、2010年3月発売
- 読めそうで読めない間違いやすい漢字
  1. 教養編 - 出演：増田有華（AKB48）、2010年5月発売
  2. トリビア編 - 出演：梅田彩佳（AKB48）、2010年5月発売
  3. ぼく、オタリーマン。、2010年1月発売

### 弥栄堂フヰルム制作
- 海底ミカンの皮マイル、2009年4月発売
- 星新一ショートショート「うるさい相手」、2008年9月放送
- ドーリィ☆バラエティ、2008年10月-2009年3月放送
- うんこさん、関西テレビ2010年1月-3月放送
  - うんこさん純情派、2009年7月発売
  - うさぎのモフィ
  - 飛び出す絵本3D
  - 炬燵猫 ※弥栄堂フヰルム

## 主なVP・CM作品
- リクナビ派遣VP
- DRECOM企業VP
- すみずみ君VP
- チャーミングリゾートVP／CM
- Vana H ヴァナエイチCM
- ポケモンシール列伝CM
- リアル鬼ごっこDVD発売CM

## 主なPV（プロモーションビデオ）作品
- +Plus『日向に咲く夢』『Game over』『雪道』『声』『キャンバス』『桜舞う風の中』『Sun-Day!!』『Fiesta』『はじまりの空』
- ぱすぽ☆『Let it GO!!』『サクラ色』『ハレルヤ』『GPP』『ViVi夏』『キス＝スキ』
- ステーション♪『ススメ。』『レッツゴー鉄道アイドル』『記念日に逢いましょう』『君への地図』
- predia『Dia Love』『Dream of Love』『ハニーB』
- RIZE『Live or Die』
- Hulu『ガラスの瞳』
- EGO-WRAPPIN'『天国と白いピエロ』
- セクシー☆オールシスターズ
  - 爆乳戦隊パイレンジャー『爆乳戦隊パイレンジャー』『ピンクのソーダー』
  - 爆乳三国志『爆乳音頭』『爆乳マンイーター』
  - 爆乳ヤンキー『夜露死苦おっぱい！』『ブラを探して…』
  - 爆乳甲子園『爆乳応援歌』
  - 美脚戦隊スレンダー『パンティストッキング〜！』『美脚戦隊スレンダー』
    - 美脚戦隊スレンダーDX『美脚時代』

  - 胸の谷間にうもれ隊『スケベ』『生殺し』
- D-Rive『スピードクイーン』『ESCAPE』『ギアスパーク』
- ぼれろ＆麦芽『バカ裁判〜男と女の痴話喧嘩』
- しょう『前立腺体操』
- Son Son『マンセーサンバ』
- うつのみや八郎『どうなるの？ニッポン』
- 原紗央莉『私のお口が世界を救う』

## 主なCD作品
- +Plus
  - Answer、2009年3月発売 ※映画『イケメンバンク THE MOVIE』タイアップ
  - 日向に咲く夢、2009年4月発売（1st シングル） ※ポニーキャニオンよりメジャーデビュー ※TBS『女神サーチ』、TBS『帝王』、『学校裏サイト』タイアップ
  - 雪道、2009年12月発売（2nd シングル） ※TBS『ざっくりマンデー』、映画『華鬼〜三部作』、映画『草食系男子。』、映画『肉食系女子。』タイアップ
  - 声、2010年3月発売（3rd シングル） ※TBS『新撰組PEACE MAKER』、TBS『クイズ ALL FOR ONE』、映画『喧嘩番長 劇場版』タイアップ
  - キャンパス、2010年8月発売（4th シングル） ※テレビ東京『家庭教師ヒットマン REBORN』タイアップ
  - キャンパス、2010年4月発売（1st アルバム）
  - Fiesta／エール、2011年1月発売（5th シングル） ※テレビ東京『Fairytail』、文化放送『駅伝テーマソング』、映画『×ゲーム』タイアップ
  - はじまりの空、2012年5月発売（ミニアルバム） ※テレビ東京『Fairytail』
- ぱすぽ☆
  - Let it Go!!、2010年3月発売（1st シングル）
  - ハレルヤ、2010年7月発売（2nd シングル）
  - GPP、2010年10月発売（3rd シングル）
  - Go On A Highway、2010年10月発売（4th シングル）
  - Pretty Lie、2010年10月発売（5th シングル）
  - DEPARTUR、2010年12月発売（6th シングル）
  - TAKE☆OFF、2010年12月発売（1st アルバム）
- ステーション♪
  - ススメ。、2012年2月発売（1st シングル）
  - レッツゴー鉄道アイドル、2012年3月発売（2nd シングル）
  - 記念日に逢いましょう、2012年4月発売（3rd シングル）
  - 電車でGO！GO！、2012年7月発売（1st アルバム）
  - LOVEハッピーステーション♪、2012年9月発売（4th シングル）
- predia
  - Dia Love、2011年1月発売（1st シングル）
  - Dream of Love、2011年5月発売（2nd シングル）
  - ハニーB、2011年11月発売（3rd シングル）
- セクシー☆オールシスターズ
  - 爆乳戦隊パイレンジャー『爆乳戦隊パイレンジャー／ピンクのソーダー』、2009年1月発売
  - 爆乳三国志『爆乳音頭／爆乳マンイーター』、2009年10月発売
  - 爆乳ヤンキー『夜露死苦おっぱい！／ブラを探して…』、2010年6月発売
  - 爆乳甲子園『爆乳甲子園／爆乳応援歌』
  - 1stアルバム『セクシー甲子園』、2010年7月発売
  - 美脚戦隊スレンダー『パンティストッキング〜！／美脚戦隊スレンダー』、2010年4月発売
  - 美脚戦隊スレンダーDX『美脚時代』、2012年1月発売
  - 胸の谷間にうもれ隊『スケベ／生殺し』、2010年5月発売
  - D-Rive『スピードクイーン／ESCAPE』、2010年1月発売
  - D-Rive『ギアスパーク／Drive Away』、2010年1月発売
- ぶどう党
  - タイトル未定、2013年発売（1st シングル） ※山梨県の魅力を歌詞に入れた活性応援ソング
- 岩城滉一
  - プレミアショー 2010ライブセレクション

### 映画サントラ
- 水霊
- 子宮の記憶
- BOYS LOVE、2007年9月発売
- ブラブラバンバン、2008年3月発売
- 同級生/体育館ベイビー、2008年5月発売
- 少林老女、2008年5月発売
- 口裂け女2、2008年7月発売
- スーパーカブ、2008年7月発売
- 芸者VS忍者、2008年9月発売
- お姉チャバラ THE MOVIE、2008年9月発売
- 路地猫、2008年11月発売
- GOTH、2008年12月発売
- 華鬼 三部作、2009年12月発売
- グロテスク、2009年1月発売
- 草食系男子。肉食系女子。2010年2月発売
- デメキング、2009年3月発売
- 新撰組PEACE MAKER、2010年3月発売
- ×ゲーム、2010年3月発売

### 映画派生アーティスト
- BABAサンバ 浅見千代子with千太郎（西麻布ヒルズ）、2008年8月発売
- どうなるの？ニッポン うつのみや八郎、2008年12月発売
- 私のお口が世界を救う 原紗央莉、2009年4月発売
- バカ裁判〜男と女の痴話喧嘩 小庭康正（ぼれろ）、麦芽、2009年10月発売

## かつての関連会社
- モバコン株式会社 - 携帯、ネットコンテンツ製作・配給
- パンダ工場株式会社 - 原作アニメ企画・制作会社
- (株)勝鬨サウンド - アニメ&フラッシュ企画開発
- 弥栄堂フヰルム→勝鬨スタジオ - アニメーション制作

## 手掛けていた関連事業
- 通販サイト - ファンダモン
- ホラー携帯サイト - 実録!!リアル恐怖DX
- 実写映像作品専門の電子書籍サイト - 実写!コミック
- プロデューサー養成学校 - 映画ビジネススクール
- 秋葉原ビル - 神タワー
- ニコニコ動画公式チャンネル - ホラーちゃんねる、ネ申ちゃんねる